# 多夫日克 (日托米爾區)
50°18′5″N 28°35′5″E / 50.30139°N 28.58472°E
多夫日克（烏克蘭語：Довжик），是烏克蘭北部的村莊，隸屬日托米爾州的日托米爾區。該村面積40.8平方公里，海拔高度216米，2001年人口611，人口密度每平方公里14.98人。